# Szaglóideg

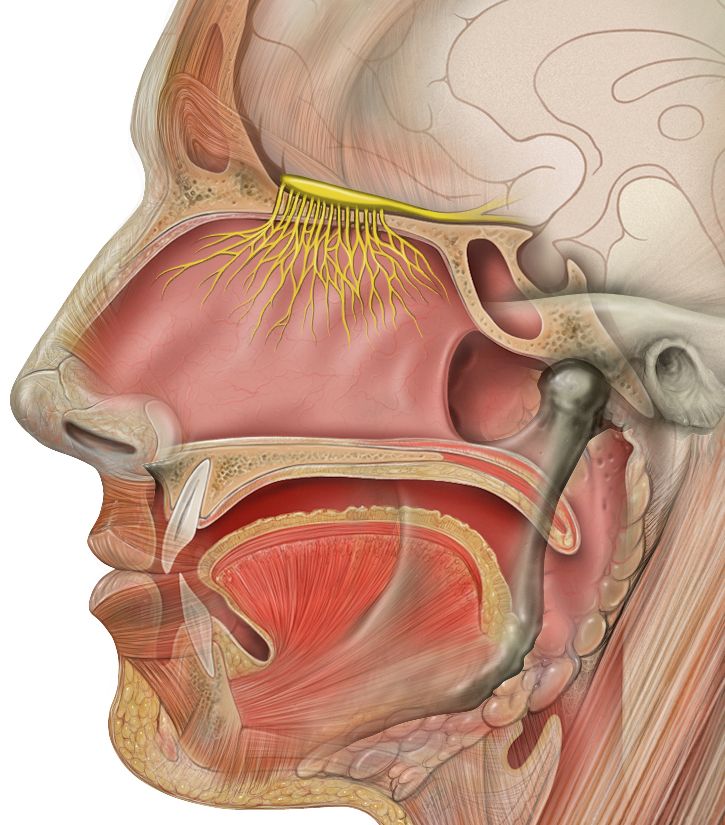
A szaglóideg elhelyezkedése

A szaglóideg (nervus olfactorius) érzékszervi agyideg. Idegszálai a szagló érzéksejtekből indulnak. Ezek a sejtek az orrnyálkahártya szaglómezejében találhatók, amely az orrüreg felső részén helyezkedik el . A szagló érzéksejtek (receptorok) kis bipoláris idegsejtek, amelynek egy vastagabb, a nyálkahártya felszínén lévő, és egy finom centralis nyúlványa van. A perifériás nyúlványból számos rövid szaglószőr nyúlik ki a nyálkahártyát fedő nyákrétegbe. Ezek a kinyúló szőrök reagálnak a levegőben lévő szaganyagokra és stimulálják a szagérző sejteket. A finom centralis nyúlványok alkotják a szaglóideg [I.] idegrostjait. Ezeknek a rostoknak a kötegei áthaladnak a rostacsont lemezének lukacsain és belépnek a szaglóhagymába (bulbus olfactorius). Ebben az ovoid képletben számos sejtféleség található, amelyek közül a legnagyobbak a mitralis sejtek. A beérkező szagló idegrostok synapsist képeznek a mitralis sejtek dendritjeivel. A fehérállománynak egy keskeny csíkja a szaglóköteg (tractus olfactorius) a bulbus olfactorius hátsó végétől húzódik hátrafelé az agyhomlok frontalis lebenyének alsó felszínén. Ez a bulbus  mitralis és a pamacsos sejtjeinek axonjaiból áll. Az axonok az elsődleges szagló kéregmezőkhöz (area olfactoria) futnak. Ez a mandulamag környékén található. A hippocampus melletti kéregrész a másodlagos szaglókéreg, ez felelős a szagérzések kiértékeléséért. Más érző útvonalakkal szemben, a szaglás afferens útvonala az egyetlen, amely csak két neuronból áll, és anélkül jut el a kéreghez, hogy átkapcsolódna a talamusz valamelyik magján. Az elsődleges szaglókéreg az agy sok más központjához küld idegrostokat, hogy megteremtse az összeköttetéseket a szaglási érzületekre adott érzelmi és autonóm idegi válaszokhoz.